# Jan Czerski
Jan Stanisław Franciszek Czerski (n. 3/15 mai 1845, Svoĺna⁠(d), Valyniecki sieĺsaviet⁠(d), Gubernia Vițebsk⁠(d), Imperiul Rus – d. 25 iunie/7 iulie 1892, Iakutskaia oblast⁠(d), Imperiul Rus) a fost un geograf, geolog, explorator al Siberiei, paleontolog, participant al Insurecției poloneze din Ianuarie.
A fost deportat și încadrat ca soldat în batalionul din Omsk. A fost eliberat din serviciul militar pe motiv de boală în 1869 și s-a stabilit la Irkutsk (1871— 1886). Sub influența lui G. N. Potanin a realizat vaste explorări geologice și paleontologice. A studiat structura geologică a țărmurilor lacului Baikal (1877— 1880), alcătuind prima lor hartă geologică detaliată și a explorat bazinele rîurilor Selenga și Tunguska inferioară (1881-1882). La invitația Academiei de științe din St. Petersburg (1885), în drum spre capitala Rusiei a efectuat expediții pe traseul Irkutsk - Ural (inclusiv valea Angarei).
A murit în timpul explorării cursului inferior al rîurilor Kolîma și Omolon. A fost distins, pentru cercetările sale, cu medalii ale Societății Ruse de Geografie. Un ținut muntos din Iacutia (Magadan) și o culme muntoasă din Transbaikalia, descoperite de el, îi poartă astăzi numele. 

## Comemorări
- Czerski – oraș în Rusia,
- Muntele Czerski - cel mai înalt vârf din Munții Baikalului,
- Valea Czerski – valea rîului Kandat,
- Strada „Czerskiego” în Gliwice, Malbork, Zielona Góra, „J. Čerskio” în Vilnius, „Czerskogo” în Wierchniedźwińsk Belarus, Krîvîi Rih Ucraina, Moscova, Irkutsk, și Zyrianka.